# سائولی ویسنن
سائولی ویسنن (فنلاندی: Sauli Väisänen؛ زادهٔ ۵ ژوئن ۱۹۹۴) بازیکن فوتبال اهل فنلاند است.
از باشگاه‌هایی که در آن بازی کرده‌است می‌توان به باشگاه فوتبال اچ‌آی‌اف‌کی و باشگاه فوتبال آی‌ای‌کی اشاره کرد.
وی همچنین در تیم‌های ملی فوتبال زیر ۲۱ سال فنلاند، و فنلاند بازی کرده‌است.